# نیسان پرنس رویال
نیسان پرنس رویال (Nissan Prince Royal) خودرویی است.
موتور آن ۳۷۳ سی‌سی سیستم جعبه‌دندهٔ آن ۳ دنده به صورت خودکار است.